# Großsteingrab Slagslunde 1
Das Großsteingrab Slagslunde 1 war eine megalithische Grabanlage der jungsteinzeitlichen Nordgruppe der Trichterbecherkultur im Kirchspiel Slagslunde in der dänischen Kommune Egedal. Es wurde im 19. oder frühen 20. Jahrhundert zerstört.

## Lage
Das Grab lag am Südostrand des Waldgebiets Slagslunde Skov zwischen den heutigen Häusern Borgerdydsbej 12 und 14 in Buresø. In der näheren Umgebung gibt bzw. gab es zahlreiche weitere megalithische Grabanlagen.

## Forschungsgeschichte
Im Jahr 1875 führten Mitarbeiter des Dänischen Nationalmuseums eine Dokumentation der Fundstelle durch. Bei einer weiteren Dokumentation im Jahr 1942 waren keine baulichen Überreste mehr auszumachen.

## Beschreibung
Die Anlage besaß eine nordost-südwestlich orientierte rechteckige Hügelschüttung mit einer Länge von 16 m und einer Breite von 7 m. Über eine mögliche steinerne Umfassung ist nichts bekannt. 
Der Hügel enthielt zwei Grabkammern, von denen 1875 nur noch jeweils ein Stein erhalten war. Zu den Maßen, der Orientierung und dem Typ der Kammern liegen keine Angaben vor.